# دلفین رودخانه‌ای بولیوی
دلفین رودخانه‌ای بولیوی زیرگونه‌ای از دلفین رودخانه‌ای آمازون است. با آنکه بعضی منابع قدیمی به همراه بعضی بررسی‌های به تازگی انجام شده این دلفین را گونه‌ای مستقل و جدا در نظر می‌گیرند، دیگر منابع از جمله اتحادیه بین‌المللی حفاظت از محیط زیست آن را زیرگونه‌ای از Inia geoffrensis از سرده دلفین‌های اورینوکو می‌شناسند.